# Sundang
Der Sundang, auch Sondang, Sulu Keris, ist ein Dolch aus Sumatra.

## Beschreibung
Der Sundang hat eine flammenförmige, zweischneidige, schwere Klinge, die gerade oder leicht gebogen sein kann. Die Breite der Klinge ist hinter der breiten Klingenausschmiedung vom Heft zum Ort gleichbleibend. Die breite Klingenausschmiedung ist typisch für die Krisarten. Die Klinge hat einen Hohlschliff. Der Ort ist leicht abgerundet. Die Klinge verläuft flammenförmig über fast zwei Drittel der Klinge, sie wird meist aus Pamor-Stahl (ähnlich Damaszenerstahl) gefertigt. Zwischen dem flammenförmigen Teil der Klinge und dem Ort ist die Klinge gerade. Die Angel ist im Gegensatz zu den meisten anderen Klingen rund. Daher kommt es, dass die Krise sich beim Schneiden leicht im Heft drehen. Um dies zu verhindern werden bei den zum Schneiden und schlagen gedachten Sundang zwei Metallbänder (indon. Sigi) an der Klinge befestigt, die Klinge und Heft verbinden. Diese Bänder sind typisch für den Sundang. Das Heft besteht in der Regel aus Holz oder Horn, kann aber bei kostbaren Versionen aus Edelsteinen oder/und Edelmetallen bestehen. Das Heft ist rund, mit Metalldraht umwickelt und biegt leicht nach unten ab. Es hat kein Parier, aber die breit, asymmetrisch ausgeschmiedete Klingenverbreiterung unterhalb des Heftes bietet der Hand Schutz. Der Knauf ist breiter als das übrige Heft und einem stilisierten Vogelkopf ähnlich geschnitzt. Die Scheiden bestehen in der Regel aus Holz, können aber auch aus Edelmetallen gearbeitet sein. Ihre Form ist Oval und sie sind im Ortbereich abgerundet. Der Scheidenmund ist in einer für die Krise typischen Form (indon. wrangka oder sampir), überhängend und schräg zur Scheide stehend gearbeitet. Der Sundang ist eine Version des Kris und wird von Ethnien in Sumatra benutzt.